# Metopoceras albida
Metopoceras albida là một loài bướm đêm trong họ Noctuidae.